# 弗拉尼鄉
45°02′N 21°30′E / 45.033°N 21.500°E
弗拉尼鄉（羅馬尼亞語：Comuna Vrani, Caraș-Severin），是羅馬尼亞的鄉份，位於該國西南部，由卡拉什-塞維林縣負責管轄，面積47平方公里，海拔高度88米，2007年人口1,171，人口密度每平方公里25人。